# Котюжинецька сільська рада
| Котюжинецька сільська рада — орган місцевого самоврядування у Калинівському районі Вінницької області з адміністративним центром у с. Котюжинці. Сільській раді підпорядковані населені пункти: - с. Котюжинці - с-ще Гулівці - с. Тарасівка |

## Склад ради
Рада складається з 16 депутатів та голови.

## Керівний склад сільської ради
| ПІБ                        | Основні відомості                                                                       | Дата обрання | Дата звільнення |
| -------------------------- | --------------------------------------------------------------------------------------- | ------------ | --------------- |
| Лебідь Анатолій Васильович | Сільський голова, 1960 року народження, освіта, позапартійна                            | 26.03.2006   | 31.10.2010      |
| Лебідь Анатолій Васильович | Сільський голова, 1960 року народження, освіта середня спеціальна, безпартійний         | 31.10.2010   | 16.12.2012      |
| Корнієць Оксана Миколаївна | Сільський голова, 1974 року народження, освіта середня спеціальна, член Партії регіонів | 16.12.2012   |                 |

Примітка: таблиця складена за даними джерела